# Radio Tarifa
Radio Tarifa – hiszpański zespół muzyczny z Madrytu. Zespół został założony pod koniec lat 80. przez Faína Sáncheza Dueñas (gitara, perkusja itp.) z Kastylii, Benjamína Escorize (wokal) z Grenady i Francuza Vincenta Molino (instrumenty dęte).
Zespół gra muzykę będącą połączeniem flamenco, arabsko-andaluzyjskiej, kastylijskiej i średniowiecznej formy ekspresji wzmocnione mocno zarysowaną sekcją rytmiczną (perkusja i gitara basowa) sekcję smyczkową i charakterystyczny wokal.
Używają instrumentów znanych już w starożytnym Egipcie (ney, czyli blaszany flet), starożytnej Grecji i Rzymie (np. drewniany obój lub harmonia) co w połączeniu z instrumentami nowoczesnymi (jak saksofon czy elektryczna gitara basowa) daje efekt zarówno znajomy uchu słuchacza, jak i egzotyczny zarazem.
Koncerty zespołu zawsze się odbywały się w 8-osobowym składzie. W lipcu 2004 zespół zagrał w Jerozolimie (Izrael) i Ramallah (Palestyna) jako część uroczystości 25 rocznicy programu rozwoju ONZ (UNDP) na terytorium Palestyny. W lecie 2006 roku w Royal Albert Hall zespół zagrał swój ostatni koncert i ogłosił rozwiązanie.

## Dyskografia
- Rumba Argelina (1993)
- Temporal (1996)
- Cruzando el río (2000)
- Fiebre (2003)

## Skład zespołu na poszczególnych płytach
- Rumba Argelina
- Benjamín Escoriza
- Faín S. Dueñas
- Vincent Molino
- Javier Ruibal
- Juan A. Arteche
- Javier Paxariño
- Gerardo Núñez
- Eduardo Laguillo
- Cuco Pérez
- Ramiro Amusategui
- Wafir Sh. Gibril
- Marcial Moreiras
- Ali Reza Gholami
- Juan J. Ruíz Leite

- Temporal
- Faín S. Dueñas
- Benjamín Escoriza
- Vincent Molino
- Rafael Jiménez „Falo”
- Ramiro Amusategui
- Sebastián Rubio
- Wafir Sh. Gibril
- Peter Oteo
- Jaime Muela
- Javier Paxariño
- Joaquín Ruiz
- Alberto Jambrina
- Javier Colina
- Cope Gutiérrez

- Cruzando el río
- Benjamín Escoriza
- Vincent Molino
- Faín S. Dueñas
- Joaquin Ruiz
- Merche Trujillo
- Caridad Alcazar Gutierrez
- Juncal Fernández
- Cristina Godoy
- Gema Quesada Coros en El Quinto (Juncal Fernández, solista)

- Fiebre
- Benjamín Escoriza
- Faín S. Dueñas
- Vincent Molino
- Sebastián Rubio
- Jaime Muela
- Amir Haddad
- Jorge Gomez
- David Purdye